# Sausset-les-Pins
Sausset-les-Pins é uma comuna francesa na região administrativa da Provença-Alpes-Costa Azul, no departamento de Bouches-du-Rhône. Estende-se por uma área de 12,1 km². Em 2010 a comuna tinha 7 784 habitantes (densidade: 643,3 hab./km²).